# Шему
| N37 | N35B |

| N37 | N35B |

Шему — позначення в стародавнбому єгипетському календарі часу спеки, періоду, що починався в Верхньому Єгипті (острів Елефантина) на початку лютого, а у дельті Нілу — в середині лютого. Саме позначення «шему» походить від коренів «шем (шам)» (спека) і «Шемет» (розпечені).

## Календар
В папірусі Еберса, де розглядається календар, як заведено в Стародавньому Єгипті, що з трьох пір року, «шему» характеризується як «час тепла», «час потепління», тобто час від початку весни і до середини літа. В коптському календарі, в якому було лише дві пори року, це «час спеки».
У тісному зв'язку з періодом ахет, від самого виникнення обчислення календарного часу в Стародавньому Єгипті, стояла богиня Сопдет, втіленням якої була зірка Сіріус. Після закінчення четвертого місяця періоду ахет наставав період перет. З закінченням четвертого місяця періоду перет приходив час шему.
Починаючи з епохи додинастичногоо Єгипту і аж до закінчення періоду Середнього царства час шему складався з місяців ренутет, хонсу, хенті-хет і іпет-хемет. Починався він на початку лютого і тривав до початку червня. В епоху Нового царства він тривав з 28 квітня і до 25 серпня. Протягом тисячоліть, у зв'язку із сакральним зв'язком богині Сопдет з Сіріусом, геліактичні сходи якого до кінця II тисячоліття до н. е. поступово зсувалися — з початку червня на кінець липня — змінювався і початок трьох календарних періодів в Стародавньому Єгипті.